# Azzun Atma
Azzun Atma (àrab: عزون عتمة, ʾAzzūn ʾAtma) és una vila palestina de la governació de Qalqilya, a Cisjordània, situada a 5 kilòmetres al sud-oest de Qalqilya. Segons l'Oficina Central Palestina d'Estadístiques tenia 2.205 habitants el 2016. En 1997 el 3.9% de la població d'Azzun Atma eren refugiats palestins. Les instal·lacions sanitàries d'Azzun Atma eren designades com a MOH nivell 2.

## Història
S'hi ha trobat ceràmica de l'Edat de Ferro, persa, hel·lenística, romana d'Orient/omeia, croada/aiúbida i mameluc. Les pedres antigues han estat reusades en les cases, i la mesquita potser era una antiga església.

### Època otomana

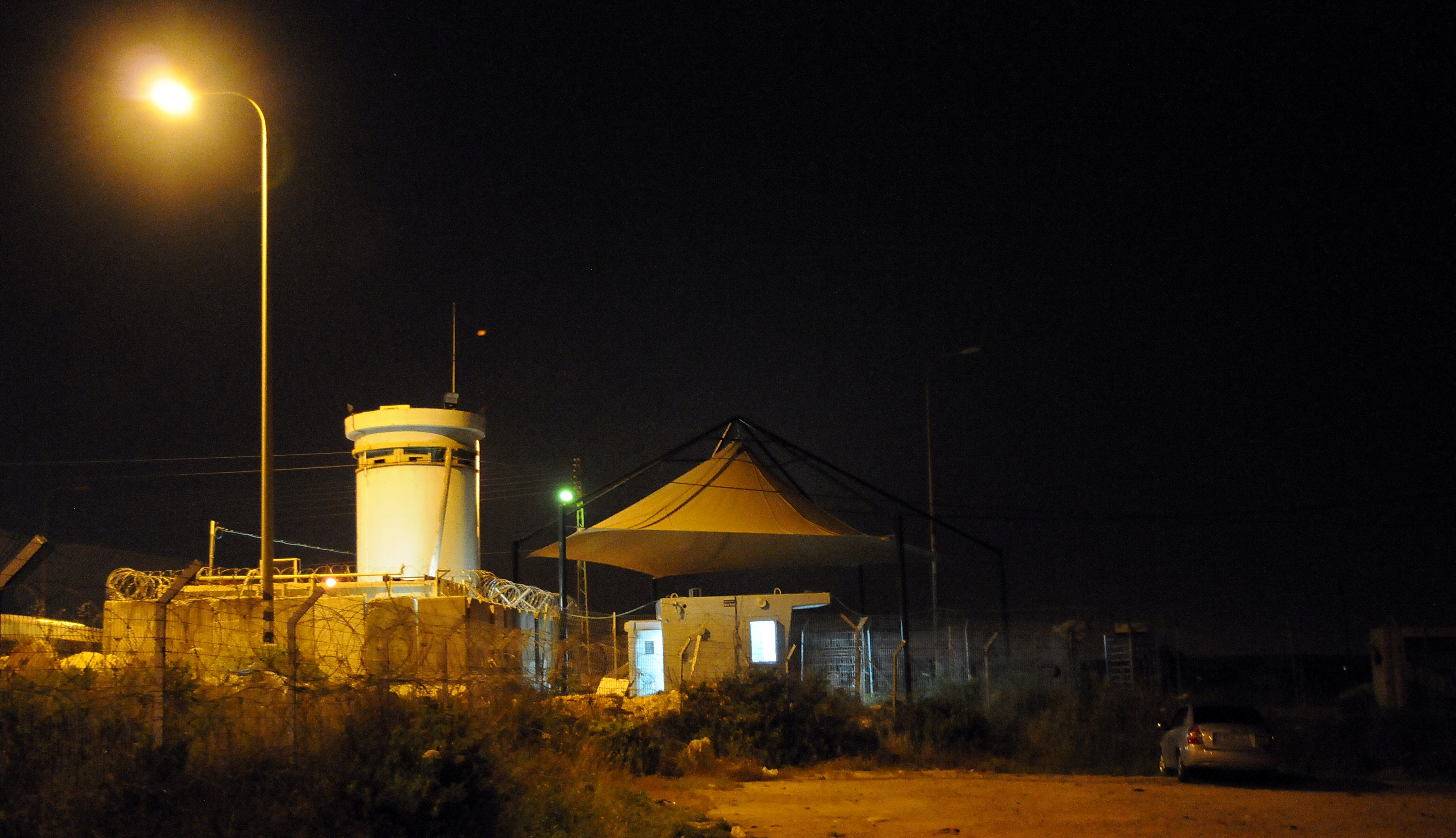

El lloc apareix en els registres fiscals otomans de 1596 com a 'Azzun, com a part de la nàhiya de Jabal Qubal del liwà de Nablus. Tenia una població de 29 llars i 2 solters, tots musulmans. Els vilatans pagaven impostos sobre blat, civada, collites d'estiu, olives, cabres i ruscs.
Quan l'explorador francès Victor Guérin visità el lloc en 1870 el va descriure com una gran vila àrab, aleshores deserta. Molt petit, encara hi havia cases quadrades dempeus, i vora la mesquita hi havia antigues columnes i pedres antigues d'alters edificacions. Entre les ruïnes hi havia figueres i belles mimoses. En el Survey of Western Palestine del Fons per a l'Exploració de Palestina (1882), també fou descrita com a «vila en ruïnes.»